# جورج ووكر (روائي)
جورج ووكر (بالإنجليزية: George Walker)‏ (24 ديسمبر 1772 - 8 فبراير 1847)؛ روائي بريطاني.